# Synopeas pumilus
Synopeas pumilus är en stekelart som beskrevs av Peter Neerup Buhl och Choi 2006. Synopeas pumilus ingår i släktet Synopeas och familjen gallmyggesteklar. Inga underarter finns listade i Catalogue of Life.